# Dussia mexicana
Dussia mexicana är en ärtväxtart som först beskrevs av Paul Carpenter Standley, och fick sitt nu gällande namn av Hermann August Theodor Harms. Dussia mexicana ingår i släktet Dussia och familjen ärtväxter. Inga underarter finns listade i Catalogue of Life.